# Uhldingen-Mühlhofen
Uhldingen-Mühlhofen – gmina w Niemczech, w kraju związkowym Badenia-Wirtembergia, w rejencji Tybinga, w regionie Bodensee-Oberschwaben, w powiecie Bodenseekreis, wchodzi w skład związku gmin Meersburg.
Na terenie gminy znajduje się kościół pielgrzymkowy w Birnau.